# Mimosa filipes
Mimosa filipes är en ärtväxtart som beskrevs av Carl Friedrich Philipp von Martius. Mimosa filipes ingår i släktet mimosor, och familjen ärtväxter. Inga underarter finns listade i Catalogue of Life.